# Little Egypt (Ying-Yang)
〈Little Egypt (Ying-Yang)〉은 제리 리버와 마이크 스톨러의 1961년 노래로 코스터스가 1962년 음반 《Coast Along with the Coasters》에 녹음 취입했다. 1961년 R&B 차트에서 16위, 빌보드 핫 100에서 23위를 기록했다.
스톨러는 《The Very Best of the Coasters》 라이너 노트에서 곡을 이렇게 언급했다. "우리가 코스터스를 위해 쓴 익살스런 촌극의 전형이죠. 〈Little Egypt〉는 그 방면에서 몹시 상징적인 작품이에요. 〈Yakety Yak〉, 〈Charlie Brown〉, 〈Along Came Jones〉 같은 히트는 아니었지만, 내용은 그보다 흥미로워요."

## 커버 버전
- 더 다운라이더스 섹트가 1964년 음반 《The Sect》에 수록.[4]
- 엘비스 프레슬리가 1964년 음반 《Roustabout》에 수록.[5]
- 셰어
- 1992년 크리스 베일리의 조력으로 내이든 카발레리가 싱글 발매.